# Arkenu
Con il termine Arkenu (dal vicino monte Jebel Arkenu) si indicano due strutture geologiche presenti nel sud-est del deserto libico che si ritiene siano il frutto dell'impatto di due meteoriti, vengono indicanti con il termine Arkenu 1 e 2. Esse mostrano un anello di rispettivamente 10 km e 6,8 km. Questa strana struttura venne identificata esaminando foto scattate da satelliti. Una spedizione geologica sul terreno avvenuta nel 2003 ha confermato, che molto probabilmente queste strutture sono il risultato di un doppio impatto avvenuto simultaneamente circa 140 milioni di anni fa. L'esame in loco, ha evidenziato tipi di rocce tipiche di un impatto meteoritico. Altro elemento che sembra avvalorare l'ipotesi di una genesi da impatto, sono i cerchi concentrici che caratterizzano le Arkenu.